# Damian Willemse
Damian Willemse (Città del Capo, 7 maggio 1998) è un rugbista a 15 sudafricano, che gioca nel ruolo di estremo negli Stormers nello United Rugby Championship. Nel 2019 e nel 2023 ha vinto la Coppa del Mondo con il Sudafrica.

## Biografia
Nativo di Città del Capo, Willemse trascorse tutti gli anni delle giovanili a Western Province. Inserito nella rosa degli Stormers per il Super Rugby 2017, fece il suo debutto professionistico a soli diciotto anni, subentrando dalla panchina contro i Southern Kings nella terza giornata del torneo. Giocò per la prima volta da titolare nella successiva partita contro i Cheetahs, nella quale segnò anche la sua prima meta da professionista. Nell'autunno dello stesso anno si aggiudicò, con Western Province, la Currie Cup alla sua prima partecipazione, oltretutto giocando dal primo minuto nel ruolo di estremo la finale contro i Natal Sharks. Nel 2018, dopo undici presenze in Super Rugby, tornò a giocare la finale di Currie Cup sempre contro gli Sharks, ma questa volta ne uscì sconfitto.
A livello internazionale, Willemse disputò due edizioni del mondiale giovanile di rugby con il Sudafrica under-20 nel 2017 e nel 2018. Il commissario tecnico del Sudafrica Rassie Erasmus lo convocò per il The Rugby Championship 2018 in sostituzione dell'infortunato Willie le Roux e lo fece debuttare, che aveva da poco compiuto i vent'anni, nella prima sfida del torneo contro l'Argentina. Dopo due ulteriori apparenze nella competizione, fu inserito nella rosa per il tour europeo di fine anno, nel quale giocò contro Inghilterra e Galles.

## Palmarès
- Coppe del mondo: 2
Sudafrica: 2019, 2023
- United Rugby Championship: 1
Stormers 2021-22
- Currie Cup: 1
Western Province: 2017